# Johannes Rohne
Johannes Rohne (* 24. Februar 1899 in Rätzlingen (Kreis Gardelegen); † 2. Februar 1987 in Aachen) war ein deutscher Jurist und Landrat.

## Leben und Beruf
Nach dem Kriegsabitur 1917 am Humanistischen Gymnasium in Haldensleben war Johannes Rohne Soldat und geriet im September 1918 in englische Kriegsgefangenschaft, aus der er erst im Oktober 1919 entlassen wurde. Im Wintersemester 1919/20 begann er in Göttingen Rechtswissenschaften zu studieren und schloss sich im Wintersemester 1919/20 der Burschenschaft Hannovera an. Danach belegte er ein Zwischensemester für ehemalige Kriegsgefangene an der Universität Halle und wechselte anschließend an die Universität Kiel. 1922 bestand er die Referendarprüfung vor dem Justizprüfungsamt beim Schleswig-Holsteinischen Oberlandesgericht. Zunächst war er Gerichtsreferendar beim Amtsgericht Oebisfelde und beim Landgericht Magdeburg, ehe er 1923 als preußischer Regierungsreferendar übernommen wurde. Seine weitere Ausbildung vollzog sich überwiegend bei Behörden in Schleswig-Holstein. 
1925 bestand er die Laufbahnprüfung vor dem Preußischen Innenministerium, wodurch er die Befähigung zum höheren Verwaltungsdienst erhielt. Kurz darauf wurde er zum preußischen Regierungsassessor ernannt. Johannes Rohne war in Oppeln und Prenzlau tätig, bevor er als Polizeirat Abteilungsleiter der Verwaltungspolizei beim Polizeipräsidium Oberhausen wurde. Von 1929 bis 1930 war er als Polizeirat Leiter der Abteilung II bzw. IV im Polizeipräsidium Aachen. Zum 1. Mai 1933 trat er der NSDAP bei (Mitgliedsnummer 3.481.888). 1934 bekleidete er als Regierungsrat das Amt des Ständigen Vertreters des Polizeipräsidenten Wuppertal. Sein weiterer Einsatz erfolgte beim Regierungspräsidenten Lüneburg. 1938 war er beim Regierungspräsidenten Liegnitz Leiter der Ausbildung für Regierungsreferendare sowie stellvertretendes Mitglied des beim Regierungspräsidium angegliederten Bezirksverwaltungsgerichts Liegnitz. Im September 1939 übertrug man ihm vertretungsweise die Leitung des Landkreises Görlitz, bevor er im April 1940 als Landrat in dieses Amt eingeführt wurde, in dem er bis Kriegsende tätig war.
Nach Kriegsende fand Johannes Rohne zunächst Beschäftigung als Angestellter in der Privatwirtschaft. Von 1948 bis 1953 war er Verwaltungsrechtsrat bei der Stadt Aachen. Danach wurde er in den Verwaltungsdienst des Landes Nordrhein-Westfalen übernommen. Als Regierungsrat (seit 1954 Oberregierungsrat) leitete er das Verkehrsdezernat beim Regierungspräsidenten Aachen. 1957 wurde er an das Regierungspräsidium Arnsberg versetzt und unter Beförderung zum Regierungsdirektor Leiter der Abteilung 2, in der die Dezernate Landwirtschaft, Forstwirtschaft und Wasserwirtschaft zusammengefasst waren. 1962 trat Johannes Rohne in den Ruhestand und zog wieder nach Aachen. 